# Fluido follicolare
Nella fisiologia femminile il liquido follicolare (o liquor) è un liquido che ricopre l'antro follicolare.

## Fisiologia
Ricco d'acido ialuronico deriva dalla linfa interstiziale, nel liquido vengono spinte ovocita e cellule della granulosa.